# Jim Erickson
Jim Erickson é um decorador de arte estadunidense. Venceu o Oscar de melhor direção de arte na edição de 2013 por Lincoln, ao lado de Rick Carter.